# Fritillaria sororum
Fritillaria sororum är en liljeväxtart som beskrevs av Jim.Persson och K.Persson. Fritillaria sororum ingår i Klockliljesläktet och i familjen liljeväxter. Inga underarter finns listade.